# Emmanuel Guigon
Emmanuel Guigon (Besançon, 1959) és un museòleg, doctor en història de l'art i actual director del Museu Picasso de Barcelona. Té doble nacionalitat, francesa i suïssa. És doctor en història de l'art contemporani per la Universitat de la Sorbona (França), i és especialista en avantguardes històriques, surrealisme, art espanyol modern i contemporani; i art europeu de postguerra. Abans de ser director del Museu Picasso de Barcelona havia sigut director delegat responsable dels museus de la ciutat francesa de Besançon. Ha estat director i conservador en cap del Museu d'Art Modern i Contemporani d'Estrasburg (França), així com conservador en cap de l'Institut Valencià d'Art Modern (IVAM).
Va ser membre de la secció científica a l'École Pratique des Hautes Études Hispaniques Casa de Velázquez a Madrid i anteriorment va exercir la docència d'història de l'art contemporani a la Université de Franche-Comté entre el 1985 i el1987. És membre associat del Consejo de Gestión de la UFR de Estudios Ibéricos y Latinoamericanos, París l – Sorbonne; del Centre André Chastel, Laboratoire de Recherches sur le patrimoine français et l'histoire de l'art occidental; de l'AICA (Association lnternationale des Critiques d'Art), secció francesa; del Comitè Tècnic del FRAC Alsàcia; del Consell d'Administració de la Société des Amis de Paul Éluard. Té la distinció de Cavaller de l'Ordre de les Palmes Acadèmiques i Cavaller de l'Ordre de les Arts i les Lletres concedides pel Ministeri de Cultura del govern francès.

## Comissariats
Ha comissariat múltiples exposicions, d'entre les quals destaquen:
Exposicions monogràfiques (art modern)
- Georg Grosz i Otto Dix (Besançon, 2014)
- Grete Stern (Besançon, 2009)
- Jean Arp (Art is Arp, Estrasburg, 2007)
- John Heartfield (Photomontages politiques, Estrasburg, 2006)
- Konrad Klapheck (Estrasburg, Madrid, 2005)
- Antonio Saura (Las crucifixiones, Estrasburg, Cracòvia, Linz, Estocolm, Amsterdam, 2002-2004)
- Joaquín Torres García (Estrasburg, Madrid, Barcelona, 2002-2003)
- Zao Wou-Ki (València, Brussel·les, 2001)
- Julio González (Sevilla, 2000)
- Paul Klee (València, Madrid, 1998)[2]
- Arthur Cravan, maintenant? (Museu Picasso, 2017-2018)[3]

Exposicions monogràfiques (art contemporani)
- Nicolas Nixon (Les Sœurs Brown, Besançon, 2015)
- Bernard Plossu (Les voyages mexicains, Besançon, 2012)
- Miroslav Balka (Bon voyage, Estrasburg, 2004)
- Michel Journiac (Estrasburg, 2004)
- Marco Bagnoli (València, 2000)
- Aurélie Nemours (València, 1999)
- Hervé Télémaque (València, 1998)

Exposicions temàtiques
- Objets mathématiques (Besançon, 2014)
- Bijoux d'artistes (Besançon, París, 2012-2014)
- Grandville, un autre monde, un autre temps (Besançon, 2012)
- Le Corbusier expose (Besançon, Las Palmas, 2011)
- Charles Fourier, l'écart absolu (Besançon, 2010)
- L'œil-moteur: art optique et art cinétique (Estrasburg, Palma, Lisboa, 2005)
- Alfred Jarry, de la pintura a la patafísica (València, 2001)
- Lajos Kassák y la vanguardia húngara (València, 1999)
- Dau al Set, el foc s'escampa. Barcelona, 1948-1952 (Barcelona, 1998 i 1999)
- El surrealismo y la guerra civil española (Terol, 1998)
- El Objeto surrealista (València, 1997)
- Gaceta de Arte y su época (1932-1936) (Las Palmas, Madrid, 1997)
- Infancia del arte. Arte de los niños y arte moderno en España (Terol, 1996)
- Mundo de Juan Eduardo Cirlot (València, 1996)
- Sueño de tinta: Oscar Domínguez y la decalcomanía del deseo (Madrid, Las Palmas, 1993)
- Automatismos paralelos. La Europa de los movimientos experimentales, 1944-1956 (Madrid, Las Palmas, 1992)

## Publicacions
- Revoir Magritte (coautor amb Bernard Plossu). Wellow Now (2015)
- Sur l'Object Surrealiste (co–autor amb Georges Sebbag), Les Presses du Réel (2013)
- Oscar Domínguez. Viceconsejería de Cultura de Canarias (2007)
- Nostalgia del espacio. Diputación Provincial de Cuenca (2006)
- L'oeil moteur: Art optique et cinétique 1950-1975. MAM STRASBOURG (2005)
- El jardín de las cinco lunas: Antonio Saura surrealista. Museo de Teruel (2000)
- El surrealismo y la guerra civil española. Museo de Teruel (1998)
- Paul Klee. Generalitat Valenciana (1998)
- El Objeto Surrealista. Generalitat Valenciana (1997)
- Historia del collage en España. Museo de Teruel (1995)